# قسم الشرقي الريفي (مقاطعة أردبيل)
قسم الشرقي الريفي (بالفارسية: دهستان شرقی) هي قسم تقع في إيران في قسم. يقدر عدد سكانها بـ 17,420 نسمة .